# Золотое кольцо (фильм)
«Золотое кольцо» — российский фильм 2020 года режиссёра Шоты Гамисонии.

## Сюжет
У трёх семейных пар, которые давно дружат, есть традиция — каждое лето путешествовать вместе, но на этот раз они решают поехать не за границу, а совершить на автомобилях тур по Золотому кольцу России. Поездка становится приключением и в каком-то смысле испытанием. А всё потому, что каждая из семей несчастлива по-своему. Одни на грани развода. Вторые потеряли романтику. Третьи не могут завести детей. Герои надеются, что поездка поможет им не только отдохнуть, но и решить накопившиеся проблемы в отношениях.

## В ролях
- Аглая Тарасова — Кристина
- Кирилл Каганович — Гарик
- Вера Строкова — Диана
- Владимир Яглыч — Валера
- Ольга Дибцева — Юля
- Семён Штейнберг — Сеня
- Евгений Стычкин — Антон
- Нино Нинидзе — Лиза

## Съёмки
Место съёмок: Владимир, Суздаль, Переславль-Залесский. Фестиваль воздушных шаров в Переславле-Залесском действительно проводится, но вот Суздальский музей самовара в Суздале не существует, его создали специально для съемок фильма в одном из залов в ресторане «Гостиный двор».

## Критика
В целом фильм все же не стоит смотреть как тревел-блог или путешествие. Кажется, герои могли странствовать хоть по квартире-трешке в панельной многоэтажке. В центре внимания все равно были их личные отношения. А Золотое кольцо — ружье, которое так и не выстрелило. Едва ли красоты Суздаля оказали хоть какое-то влияние на сюжет.